# Ioan Petru Culianu
Ioan Petru Culianu (n. 5 ianuarie 1950, Iași, România – d. 21 mai 1991, Chicago, Statele Unite ale Americii) a fost un istoric al religiilor, scriitor și eseist român. A fost profesor de istoria religiilor invitat la Chicago Divinity School. Discipol și protejat al lui Mircea Eliade. A fost asasinat prin împușcare, la 21 mai 1991, în clădirea Universității din Chicago, după ce primise cartea verde și urma să fie angajat ca profesor asociat la Divinity School.

## Biografie

### Familia Culianu
Străbunicul patern al lui Ioan Petru Culianu, matematicianul Neculai Culianu, junimist, apropiat al lui Titu Maiorescu, a fost rector al Universității din Iași [(1880-1898]). La începutul sec. XX, boierii Culianu erau universitari, agricultori, oameni politici. Familia se înrudea cu Garabet Ibrăileanu, Paul Zarifopol, Zizi Lambrino și Mihail Sadoveanu. Bunicul din partea mamei, Petru Bogdan, întemeietorul primei catedre de chimie fizică din țară, a fost profesor la Universitatea din Iași, fiind alternativ rector și prorector al aceleiași Universități între 1926 și 1940.

### Copilăria și adolescența
Ioan Petru Culianu s-a născut la Iași, fiind al doilea copil al Elenei Bogdan, profesor de chimie anorganică la UAIC, și al lui Sergiu-Andrei Culianu, avocat și profesor ieșean. Între septembrie 1956 și iulie 1967, Ioan Petru Culianu urmează cursul primar, gimnaziul și liceul la școala „Vasile Alecsandri” (care funcționează în acest interval în fostele case Alecsandri, în apropierea Facultății de Medicină).

### Student în București
Ioan Petru Culianu s-a mutat în 1967 la București pentru a urma Facultatea de Litere a Universității din București. Strămutarea a fost dureroasă, chiar el mărturisind în volumul „Păcatul împotriva spiritului” că a fost o experiență dură care l-a făcut apoi să se poată adapta cu ușurință oriunde în lume. A absolvit secția de italiană cu teza „Marsilio Ficino și platonismul în Renaștere”. A fost coleg cu Silviu Angelescu, Victor Ivanovici, Dumitru Radu Popa, Șerban Anghelescu, prieten cu Dorin Liviu Zaharia. O influență deosebită asupra lui Ioan Petru a avut-o profesorul Cicerone Poghirc, un adevărat mentor al său.

### Exil în Italia
Fiind membru PCR, primește o bursă și reușește să plece, în iulie 1972, la cursurile de vară de la Perugia, Italia. După terminarea bursei solicită azil politic. Ca urmare, este internat într-un lagăr de refugiați din Latina unde suferă o depresie severă, având chiar o tentativă de sinucidere. Între 1973 - 1976 studiază istoria religiilor la Università Cattolica del Sacro Cuore din Milano unde, sub îndrumarea profesorului Ugo Bianchi, scrie o lucrare de licență despre gnosticismul în viziunea lui Hans Jonas (Gnosticismo e pensiero moderno: H. Jonas).

### Olanda
În 1976 s-a stabilit în Groningen, Olanda, unde va sta doisprezece ani , angajat întâi ca asistent de română și din 1986 (v. scrisoarea lui Culianu către Mircea Eliade din 14 ian. 1986) pe post de conferențiar (Associate Professor) la catedra de limbi romanice a lui Noomen. Perioada aceasta a fost deosebit de prolifică: douăzeci și șase de studii, șaizeci și patru de articole și recenzii, patru cărți de specialitate despre religii.

### SUA
A plecat în SUA în 1986, chemat întâi ca visiting professor, apoi ca profesor titular la Chicago Divinity School, instituție a Universității din Chicago. Se logodește cu Hillary Wiesner.

### Asasinarea
A fost asasinat la 21 mai 1991, prin împușcare în cap de la spate, într-o toaletă a Universității din Chicago, de către un autor necunoscut.
Înainte, în anul 1990, Culianu a primit scrisori de amenințare cu moartea, semnate de „Fiii lui Avram Iancu”, astfel că la 22 decembrie (dată simbolică) în același an a întrerupt rubrica sa „Scoptofilia” (=plăcerea de a privi) din revista „Lumea liberă românească” în limba română de la New York, cu articole virulente la adresa regimului instaurat în România la începutul anilor 1990 al lui Ion Iliescu. Amenințările s-au intensificat în urma publicării unui interviu acordat Gabrielei Adameșteanu în „Revista 22” din 5 aprilie 1991, ca și în urma vizitei la Chicago a fostului suveran al României, Regele Mihai I, și a familiei regale, în aprilie 1991. Pe fondul unei puternice campanii antiregaliste care se desfășura în România, Ioan Petru Culianu a militat pentru o schimbare de regim, pentru revenirea regelui în țară. Acesta considera Revoluția Română o lovitură de stat pusă la cale de KGB. Acuza în numeroase articole, publicate în 1989 și 1990 în săptămânalul „Lumea liberă românească” din New York lipsa de valori morale a culturii române. Culianu a devenit unul dintre cei mai vocali adversari ai noului guvern. Mai multe teorii leagă uciderea sa cu Serviciul Român de Informații, care a fost perceput în acea vreme ca fiind succesorul Securității.
Unele surse sugerează că Culianu fusese amenințat prin apeluri telefonice anonime cu câteva zile înainte de uciderea sa.
Mai multe pagini din dosarul făcut de Securitate lui Culianu lipsesc în mod inexplicabil, după opinia lui Andrei Oișteanu fiind cenzurat, și cu paginile existente renumerotate. Din dosar rezultă faptul că monitorizarea informativă a profesorului a continuat și în anii 1970–1980, după emigrarea sa în Occident, în iulie 1972. Un informator l-a descris pe Culianu, în timp ce se afla în lagărul de refugiați de la Latina, ca fiind un dușman periculos al regimului din România și al comunismului în general. Un alt informator îl vizita adeseori în Olanda, la Groningen, în anii 1984–1985. Corespondența dintre Andrei Oișteanu din acea perioadă cu profesorul apare în dosar monitorizată și transcrisă. Era în aceeași perioadă în care Culianu sprijinea, prin alertarea presei libere occidentale și a organismelor internaționale, acțiunile politice disidente ale lui Dan Petrescu și ale „Grupului de la Iași”.
Potrivit profesorului Ted Anton, autorul cărții „Eros, Magic and the Murder of Professor Culianu”, Northwestern University Press, 1996, Culianu a scris mai multe articole într-un stil unic, combinând principii adânci de convingeri religioase și mistice cu mânia acumulată de-a lungul unei vieți. Culianu a publicat două povestiri scurte în care sugera că prevede evenimentele chiar înainte ca acestea să aibă loc, în perioada în care se încerca păstrarea puterii în plină nesiguranță. A aplicat intenționat toate tehnicile retoricii renascentiste a lui Giordano Bruno, autor pe care acesta îl studiase. În studiile și articolele sale, profesorul era sarcastic la adresa Mișcării Legionare, pe care o numea „Garda de Lemn” sau „Ku Klux Klan ortodox” sau „sminteala legionară”, definită ca fiind „un fenomen tipic de fundamentalism în interiorul religiei ortodoxe”, în condițiile în care Culianu era democrat și avea față de ambele extreme, de stânga și de dreapta, aceeași repulsie, potrivit lui Andrei Oișteanu.
Tot Ted Anton a menționat că alți suspecți pentru asasinarea profesorului sunt grupările neolegionare ce doreau relansarea Gărzii de fier sau legătura dintre aceștia și Securitate, mai precis organizația Uniunea Vatra Românească. La fel și Andrei Oișteanu este de acord cu această teorie, adăugând că ar fi vorba despre complicitatea Securității cu o organizație neolegionară româno-americană.
Profesorul Anthony C. Yu⁠(en)[traduceți] a considerat că este vorba despre „un omor cu semnificație rituală”, avut loc de sărbătoarea Sfinților Constantin și Elena (onomastica mamei lui Culianu), într-un loc respingător. Ulterior revista România Mare a exultat, susținând că WC-ul este locul ideal pentru uciderea unui „trădător de neam și țară”.
În România au fost lansate diferite versiuni despre motivele asasinatului, unele invocând motive religioase, altele sexuale.
În presa românească a apărut ulterior informația că în iulie 1997 conducerea Biroului Federal de Investigații i-ar fi transmis ministrului de interne Gavril Dejeu că „asasinul lui Culianu este în România” și că așteaptă ca guvernul României să i-l pună la dispoziție. FBI a făcut două vizite în România special pentru a investiga asasinatul, dar la început, potrivit lui Ted Anton, noile servicii de informații românești nu au vrut să colaboreze cu agenția americană.
La nivelul anului 2006, Biroul Federal de Investigații nu închisese cazul, predându-l poliției din Chicago.

## Cariera universitară
Doctorat de Stat la Sorbona (Paris IV) în ianuarie 1987, cu teza „Recherches sur les dualismes d'Occident. Analyse de leurs principaux mythes”, sub conducerea profesorului Michel Meslin care dezvoltă lucrarea (de doctorat ciclu III, necesar pentru înscrierea la doctoratul de stat) despre gnosticism, susținută cu un juriu al cărui președinte a fost Mircea Eliade.
Mircea Eliade îi aranjează să țină două conferințe la Chicago în 1986 (v. Dialoguri întrerupte, Polirom, Iași, 2007), chemat ca visiting professor. În aceeași calitate de visiting professor mai ține două conferințe la Chicago Divinity School în 1987 după ce obține doctoratul de Stat de la Sorbona. În 27 octombrie 1988 participă la Workshop on Ancient and Medieval Rhetoric la Chicago (v. L.A.I, 18 mai 1992, p. 7, bio-bibliografia scrisă de Culianu în noiembrie 1990 în vederea angajării ca profesor asociat) la Chicago Divinity School. În 14 ianuarie 1989 participă la seminarul „Utopia” organizat de Committee on Continuing Education, Univ. Chicago, iar pe 12 februarie 1989 conferențiază în Italia despre Orient și Occident (la Assisi) și despre istoria religiilor la Roma (13 februarie 1989). În 1990 ține două conferințe ca visiting professor la Chicago, (pe 23 ianuarie și pe 9 februarie) apoi în Italia, pe 9 aprilie 1990, la Siena-Arezzo despre Mythanalisis. În ultimul său an de viață, pe 20 aprilie 1991 participă la un colocviu la Cornell University cu lucrarea „The body in Western Civilization. A survey of Recent Literature” (v. bio-bibliografia lui Culianu în L.A.I. din 18 mai 1992, p. 7).
Specializat în gnosticism, creștinism timpuriu, istoria și cultura Renașterii, este autorul a trei cărți publicate cu ajutorul lui Mircea Eliade la mari edituri din Franța și Italia, traduse apoi în engleză:„ Eros et magie à la Renaissance. 1484”, 1984, „The Tree of Gnosis: Gnostic Mythology from Early Christianity to Modern Nihilism”, 1992 sau „Out of this World. Otherworldly Journeys from Gilgamesh to Albert Einstein”, 1991.
Plănuia să publice o Enciclopedie a Magicului după modelul „Istoriei Religiilor” a lui Mircea Eliade.

## Implicare civică
Deși membru PCR la plecarea din țară și apropiat al „Brigăzilor Roșii” prin iubita sa, Paola, pentru scurt timp arestată în 1977 într-o afacere de procurare de arme (v. „Dialoguri întrerupte”, 2007), Culianu a fost un critic foarte dur și lucid al regimului politic comunist iar, după decembrie 1989 a atacat virulent regimul neocomunist al lui Ion Iliescu (considerând revoluția drept o lovitură de stat pusă la cale în primul rând de KGB, care i-a sprijinit pe beneficiarii ei ulteriori). Documentele aflate în arhiva Securității au arătat că monitorizarea informativă a lui Culianu a continuat și în anii ´70-´80, după emigrarea sa în Occident, în dosarul CNSAS existând rapoarte despre el datate din 1973 sau 1984 - 1985, perioade în care se afla în lagărul de refugiați de la Latina și, respectiv, în Olanda, la Groningen.
Ioan Petru Culianu a scris numeroase articole de tentă politică pe care le-a publicat în săptămânalul „Lumea liberă românească” din New York (adunate postum în volumul „Păcatul împotriva spiritului”), articole împotriva statului totalitarist, fie el comunist, fie fascist. Mișcarea legionară a fost de asemenea o țintă a sa, ironizând-o în nuvela „Jormania” drept „Garda de Lemn”.

## Opere

### Scrieri in limbi străine
- Mircea Eliade, Assisi, Cittadella Editrice, 1978; Roma, Edizioni Settimo Sigillo, 2008
- Religione e accrescimento del potere`, in ``Religione e potere``, G. Romanato, M.G. Lombardo, Ioan Petru Culianu, Genoa, Marietti, 1981
- ``Iter in silvis: Saggi scelti sulla gnosi e altri studi``, Messina, EDAS, 1981
- The Tree of Gnosis. Gnostic Mythology from Early Christianity to Modern Nihilism, San Francisco, HarperCollins, 1992
- Out of this World. Otherworldly Journeys from Gilgamesh to Albert Einstein, Boston, Shambhala, 1991
- Les Gnoses dualistes d'Occident. Histoire et mythe, Paris, Plon, 1990
- 90 Eliade / Culianu, Dictionnaire des religions, Paris, Plon, 1990
- La collezione di smeraldi, Milano, Jaca Book, 1989, povestiri
- `Il rotolo diafano`, Roma, Elliot, 2010
- I miti dei dualismi ocidentali, Milano, Jaca Book, 1989
- Gnosticismo e pensiero moderno: Hans Jonas, Roma, L"Erma" di Bretschneider, 1985
- Eros et magie à la Renaissance. 1484, Paris, Flammarion, 1984
- Expériences de l'extase. Extase, ascension et recit visionnaire, de l'Hellénisme au Moyen-Age, Paris, Payot, 1984
- Psychanodia I: A Survey of the Evidence Concerning the Ascension of the Soul and Its Relevance, Leiden, Brill, coll., Etudes préliminaires aux Religions Orientales dans l'Empire Romain, 1983

### Studii de istorie a religiilor
- Eros și magie în Renaștere. 1484, București, Nemira, 1994, 1999; Iași, Polirom, 2003, 2011, 2015
- Călătorii în lumea de dincolo, Studiu introductiv de Andrei Oisteanu, București, Nemira, 1994,1999; Iași, Polirom, 2003, 2007,  2015
- Gnozele dualiste ale Occidentului. Istorie și mituri, București, Nemira, 1995; Iași, Polirom, 2004, 2015
- Eliade/Culianu, Dicționar al religiilor, București, Humanitas, 1993, 1996; Iași, Polirom, 2007
- Arborele gnozei: mitologia gnostică de la creștinismul timpuriu la nihilismul modern, București, Nemira, 1999; Iași, Polirom, 2005, 2015
- Experiențe ale extazului, București, Nemira, 1997; Iași, Polirom, 2004
- Psihanodia, Nemira, 1997; Polirom, 2006
- Mircea Eliade, Nemira, 1995, 1998; Polirom, 2004
- Păcatul împotriva spiritului, Nemira, 1999; Polirom, 2005
- Religie și putere (Culianu, în colab,), Nemira, 1996; Polirom, 2006
- Studii românești I. Fantasmele nihilismului. Secretul doctorului Eliade, Nemira, 2000; Polirom, 2006
- Gnosticism și gîndire modernă: Hans Jonas, Polirom, 2007
- Jocurile minții. Istoria ideilor, teoria culturii, epistemologie, Polirom, 2002
- Iocari serio. Știința și arta în gîndirea Renașterii, Polirom, 2003
- Cult, magie, erezii. Articole din enciclopedii ale religiilor, Polirom, 2003
- Dialoguri întrerupte. Corespondență Mircea Eliade - Ioan Petru Culianu, Iași, Polirom, 2004, 2013; traducere in japoneza 2015
- Iter in silvis I. Eseuri despre gnoză și alte studii, Iași, Polirom, 2012
- Iter in silvis II. Gnoză și magie, Iași, Polirom, 2013
- Marsilio Ficino (1433-1499) și problemele  platonismului în Renaștere, Iași, Polirom, 2015

Ficțiune
- Pergamentul diafan, București, Nemira,1994
- Pergamentul diafan. Ultimele povestiri, București, Nemira, 1996; Iași, Polirom, 2002
- Hesperus (roman), București, Univers, 1992; București, Nemira, 1998; Iași, Polirom, 2004
- Arta fugii, Iași, Polirom, 2002
- Jocul de smarald (în colaborare cu H.S. Wiesner) (roman), Iași, Polirom, 2005, 2007[21]
- Tozgrec (roman), Iași, POLIROM, 2010

### Opere scrise in colaborare
- Dicționar de istorie a religiilor (în colaborare cu Mircea Eliade)

## Cărți despre Culianu
- Dorin David, "Thinking Interrupted / Comprehending Culianu's Model, from Gnosis to Constructal Law", Amazon
- Dorin David, "De la Eliade la Culianu. I", Eikon, 2010
- Elemire Zolla, Ioan Petru Culianu, Alberto Tallone Editore, 1994
- Ted Anton, Eros, Magic and the Murder of Professor Culianu, Northwestern University Press, 1996, versiunea in limba română, Eros, magie și asasinarea profesorului Culianu, traducere de Cristina Felea. Prefața de Andrei Oișteanu, Bucuresti, Nemira, 1997; Iași, Polirom, 2005
- Claudio Gatti, Il Presagio. Un thriller esoterico, Milano, Rizzoli, 1996; versiunea în limba română, Prevestirea. Thriller esoteric, traducere de Geo Vasile, Iași, Polirom, 2005[22]
- Andrei Oișteanu, Mythos & Logos. Studii și eseuri de antropologie culturală, secțiunea „In memoriam Ioan Petru Culianu”, București, Nemira, 1997, ediția a II-a, 1998
- Andrei Oișteanu, Religie, politica si mit. Texte despre M. Eliade si I.P. Culianu, Ed. Polirom, Iasi, 2007; ediția a II-a, revazuta, adaugita si ilustrata, Ed. Polirom, Iasi, 2014;
- Ion Coja, Marele manipulator și asasinarea lui Culianu, Ceaușescu, Iorga, București, Editura Miracol, 1999
- Nicu Gavriluță, Culianu, jocurile minții și lumile multidimensionale, Iași, Polirom, 2000
- Nicu Gavriluță (coord.), Ioan Petru Culianu. Memorie și interpretare, Iași, 2002
- ***, Essays in Memory of Ioan Petru Culianu. Edited by Sorin Antohi, vols. I-II, București, Nemira, 2001
- Sorin Antohi (coord.), Ioan Petru Culianu. Omul și opera, Iași Polirom, 2003
- Olga Gorshunova, Terra Incognita of Ioan Culianu, in Etnograficheskoye Obozreniye, 2008 № 6:94-110. ISSN: 0869-5415
- Matei Călinescu, Despre Ioan Petru Culianu și Mircea Eliade. Amintiri, lecturi, reflecții, Iași, Polirom, 2002; ediția a II-a, 2005
- Andrei Oișteanu, Religie, politică și mit. Texte despre Mircea Eliade și Ioan Petru Culianu, Iași, Polirom, 2007, 2014
- Marcello de Martino, Mircea Eliade esoterico. Ioan Petru Culianu e i 'non detti', Roma, Edizioni Settimo Sigillo, 2008
- Horia-Roman Patapievici, Ultimul Culianu, București, Humanitas, 2010.